# 羅伊斯·格雷西
羅伊斯·格雷西（葡萄牙語：Royce Gracie，葡萄牙語發音：[ˈʁɔjsi ˈɡɾejsi]，1966年12月12日—），男，巴西退役職業綜合格鬥運動員，格雷西家族成員，UFC名人堂成員，被譽為對綜合格鬥歷史最具影響力的人物之一。他也曾在PRIDE格鬥錦標賽、K-1和Bellator MMA比賽。
在终极格斗冠军赛的勝利讓他出名，1993至1994年間成為UFC_1、UFC_2和UFC_4的冠軍，當時採不分量級與單敗淘汰制。他與宿敵肯・尚姆洛克在UFC 1和UFC 5交手，結果分別是勝利與平局。接著羅伊斯轉戰PRIDE格鬥錦標賽，其中2000年與櫻庭和志長達90分鐘的交手最為著名。2002年與奧運柔道金牌得主吉田秀彥交手。
羅伊斯發揚巴西柔術，致使綜合格鬥往寢技和地戰發展，2008年，羅伊斯被節目《Inside MMA》評選為最偉大的MMA選手第三名。

## 背景
羅伊斯·格雷西於1966年出生於巴西里約熱內盧，他是巴西柔術大師艾里奥·格雷西的九個兒子之一，從小就和父親學習巴西柔術，8歲第一次參加比賽，14歲開始幫人上課，17歲得到黑帶，幾個月後，羅伊斯、羅伊勒和瑞克森三兄弟搬到加州托倫斯和他們的兄長洛爾昂同住，洛爾昂自1978年居住於此，並且創立了格雷西學院（Gracie Academy）。

## 外部連結
- 羅伊斯·格雷西在互联网电影资料库（IMDb）上的資料（英文）
- 官方网站
- 羅伊斯·格雷西在Sherdog上的综合格斗战绩资料
- 羅伊斯·格雷西在终极格斗冠军赛上的资料